# 변이진
변이진(邊(邉)以震, 1596년 2월 29일~1640년) 조선의 관료이다. 1596년(선조29)에 2월20일(1596년 2월 29일)에 태어났다. 변수(邊(邉)洙)는 이진의 아버지이다. 그는 아들이 없어, 변수의 작은 아버지인 변량좌의 둘째 아들인 변락의 아들, 변이진이 입양하였다. 본관은 원주. 분파는 전서공파 그리고 첨지공파이다.

## 생애
• 1620년(조선 왕 광해12)에 무과에 합격하여 조선 왕 인조 때 선전관(군인 벼슬 소장)으로 도총부 도사(都事 종5품 부군수), 경력(經歷 종4품 중령)을 역임하였다. 곽산군, 비인군, 령원군에서 높은 명성을 얻었으며, 1624년(인조2: 갑자년) 이괄(李适)의 반란 때 서울 안산에서 이괄 군사를 격파한 공으로 원종훈(原從勳)을 받아 1637년(인조15: 정축)에 개천 군수로 나갔다. 이진은 많은 재산과 부의 소유자이며, 뛰어난 지식과 재능을 지닌 사람으로, 용감한 태도를 갖춘 사람이며, 돈이나 권력 등에 끌려 본성을 저버리지 않는 뛰어난 도덕성을 가지며, 자신의 능력을 발휘하고 대성적인 업적을 이루었으며, 인격과 덕망, 지혜 등이 모두 가진 인물로 평가 받았다.
• 1638년(무인) 전라 좌수우후(全羅 左水虞侯)에 명을 받자마자 관서(關西) 전운사(轉運使 지방에서 세금으로 쌀을 서울로 실어오는 직책)로 옮겨 1640년(인조18: 경진) 바다에서 적을 만나 영암 칠산(전라남도 무안군 해제면 송석리)에서 순절하였다. 조정에서 병조참의(정2품)을 받고 예관 예관 강흥재(姜興載)를 보내어 위문하였다. 견례관은 의식행사와 의례를 관장하고 관장하는 관료를 가리킨다.

## 가족
배우자는 증 숙부인 전주 이씨이고 아버지 이름은 수근(秀根)이고 할아버지 이름은 진사 박(璞)이고 할아버지는 영천현감 철수(哲壽)이고 외할아버지는 강릉 최경운(崔慶雲)이다 돌아가신 날짜는 3월21일이고, 아들은 다섯이다.첫째 아들 우(寓), 둘째 식(寔), 셋째 환(寏), 넷째 송(宋), 다섯째는 재(宰)이다. 그의 묘지에는 이진의 건위(乾位 남자의 신주나 위패 또는 무덤)와 그의 처는 같은 무덤을 공유했다.

## 후손
이진의 셋째 아들인 변환寏(통덕랑)의 후손은 변상담尙聃(첨중추), 변문璊, 변한국翰國, 변경인慶仁(통덕랑), 변태화泰和, 변동우東羽, 변지현志賢, 변석연錫淵, 변승필承弼, 변형식馨植, 변희풍熙豊, 변응주應周(아모레퍼시픽(주) 창립멤버), 변종호鍾昊, 변근호根浩, 변민호珉浩이다.

## 참고 자료
- 변희풍(邊(邉)熙豊). '원주변씨 전서 및 첨지공파 세보: 가승.’ 원주변씨 21세대 또는 원주변씨 전서공파 20세대 또는 원주 변씨 첨지공파 15세대 후손. 1996.
- 변응주(邊(邉)應周). 과거로 미래를 엮다: 원주 변씨 전서공파 비문. 부크크(Bookk). 2024. ISBN 979-11-419-6668-3. 구글북스
- '원주변씨 전서공파 세보’. 원주변씨 전서공파  종친회, 2006.
- '원주변씨 전서공파 비상단(碑狀單 비문에 기록된 조상이야기)'. 원주변씨 전서공파 종친회, 1986.
- 전서 및 첨지공파 한국 원주변씨 직계이야기:1138-2016, 부크크(Bookk). 2024. ISBN: 9791141089443
- Chŏnsŏ mit Ch'ŏmji Kongp'a Han'guk Wŏnju Pyŏn Ssi chikkye iyagi (전서 및 첨지공파 한국 원주변씨 직계이야기). LIBRARY OF CONGRESS 미국 의회도서관. 101 Independence Ave SE, Washington, DC 20540 USA. 프린스턴대학 도서관 소장. 하버드대학 도서관 소장. 국립중앙도서관  999.82-24-29
- Kwagŏ ro mirae rŭl yŏkta : Wŏnju Pyŏn Ssi Chŏnsŏgongp'a pimun / Pyŏng Ŭng-ju chiŭm (Weaving the past into the future : inscription of the Duke Jeonseo Fraction of the Wonju Byun Clan / Eungzou Byun). 과거로 미래를 엮다 : 원주 변씨 전서공파 비문 / 변응주 지음. LIBRARY OF CONGRESS 미국 의회도서관. 프린스턴대학 도서관 소장. 하버드대학 도서관 소장. 국립중앙도서관 999.82-25-1
- '원주변씨 첨추공파 거촌문중보 문헌집’. 열화당, 2020. ISBN 978-89-301-0681-8
- '광덕면지(光德面誌, 개풍군 광덕면)’. 우인스, 2006. 5. 26. ISBN 978-89-88737-15-7-03060
- 당신의 할아버지 이야기 ISBN:9791193577967
- THE STORY OF…. Your Great-Grandfathers: Duke Jeonseo and Cheomji Fraction of Wonju Byun Clan 1138~1945 ISBN:9791193655818
- 변이진 원주변씨 전서공파 및 첨지공파